# Oligomerus disruptus
Oligomerus disruptus is een keversoort uit de familie klopkevers (Anobiidae). De wetenschappelijke naam van de soort is voor het eerst geldig gepubliceerd in 1874 door Baudi di Selve.